# Francis Bolland
Francis Bolland (* 20. April 2000) ist ein österreichischer Fußballspieler.

## Karriere
Bolland begann seine Karriere beim USC Ruppersthal. Zwischen 2008 und 2009 spielte er für den SV Leobendorf. 2012 kam er in die Jugend des SV Horn. Im April 2016 spielte er erstmals für die Zweitmannschaft von Horn in der sechstklassigen Gebietsliga.
Im Mai 2018 stand er gegen die Amateure des SKN St. Pölten erstmals im Kader der ersten Mannschaft des SV Horn. Mit Horn stieg er zu Saisonende in die 2. Liga auf.
Sein erstes Spiel für die erste Mannschaft von Horn absolvierte er im Juli 2018 im ÖFB-Cup gegen den USV Mettersdorf. Sein Debüt in der zweithöchsten Spielklasse gab Bolland im August 2018, als er am sechsten Spieltag der Saison 2018/19 gegen die SV Ried in der 70. Minute für Dominik Kirschner eingewechselt wurde. Zur Saison 2019/20 wurde er auf Kooperationsbasis an den Regionalligisten FC Mauerwerk verliehen. Für die Wiener kam er zu sieben Einsätzen in der Regionalliga.
Zur Saison 2020/21 wechselte er zum SC Neusiedl am See. Für Neusiedl kam er zu 34 Ostligaeinsätzen. Zur Saison 2022/23 schloss er sich dem Ligakonkurrenten FC Marchfeld Donauauen an.